# Coelichneumon tenuitarsis
Coelichneumon tenuitarsis är en stekelart som först beskrevs av Thomson 1893.  Coelichneumon tenuitarsis ingår i släktet Coelichneumon, och familjen brokparasitsteklar. Arten är reproducerande i Sverige. Inga underarter finns listade.